# Нокдаун гена
Нокдаун гена (англ. Gene knockdown) — методика, позволяющая снизить экспрессию одного или нескольких генов при помощи изменения соответствующей последовательности нуклеотидов либо при помощи короткого олигонуклеотида, комплементарного соответствующей молекуле мРНК. Метод нокдауна генов относится к методам обратной генетики. В случае, когда изменяется последовательность гена, организм называют нокаутным по данному гену. В случае использования коротких олигонуклеотидов, комплементарных соответствующим мРНК или связывающимися с последовательностью нуклеотидов в ДНК, нокдаун гена приводит к временному изменению параметров экспрессии гена, без внесения изменений в структуру хромосом и последовательности ДНК гена.
В случае кратковременного нокдауна, связывание олигонуклеотида с геном или транскриптами, понижает экспрессию из-за блокировки транскрипции, трансляции или деградации мРНК (например, по пути РНК-интерференции), также может нарушаться сплайсинг пре-мРНК. Исследователи изучают влияние выключения гена или снижения его экспрессии на фенотип организма и сравнивают с нормальными особями. Кратковременные нокдауны генов часто используют в биологии развития, так как олигонуклеотиды легко могут быть введены в зиготу и будут попадать во все дочерние клетки в ходе эмбрионального развития.